# Mehmet Scholl
Mehmet Scholl, właśc. Mehmet Yüksel (ur. 16 października 1970 w Karlsruhe) – były niemiecki piłkarz pochodzenia tureckiego występujący na pozycji pomocnika.

## Kariera klubowa
Scholl jest wychowankiem klubu SV Nordwest Karlsruhe, gdzie treningi rozpoczął w 1976 roku. W 1982 roku trafił do juniorskiej ekipy zespołu Karlsruher SC. W 1989 roku został włączony do jego pierwszej drużyny, grającej w Bundeslidze. W tych rozgrywkach zadebiutował 21 kwietnia 1990 roku w wygranym 5:0 meczu z 1. FC Köln, w którym strzelił także gola. W pierwszej drużynie Karlsruher SC spędził 3 lata.
W 1992 roku Scholl odszedł do Bayernu Monachium, również z Bundesligi. Zadebiutował tam 15 sierpnia tego samego roku w wygranym 3:0 spotkaniu z Bayerem Uerdingen. W Bayernie Scholl spędził 15 lat. W tym czasie zdobył z klubem Ligę Mistrzów (2001), Puchar UEFA (1996), Puchar Interkontynentalny (2001), 8 mistrzostw Niemiec (1994, 1997, 1999, 2000, 2001, 2003, 2005, 2006), 5 Pucharów Niemiec (1998, 2000, 2003, 2005, 2006), 5 Pucharów Ligi Niemieckiej (1997, 1998, 1999, 2000, 2004). W 1999 roku wystąpił także z klubem w finale Ligi Mistrzów, gdzie Bayern uległ jednak Manchesterowi United. W 2007 roku Scholl zakończył karierę z liczbą 334 meczów i 87 bramek w barwach Bayernu.

## Kariera reprezentacyjna
W latach 1991–1992 Scholl rozegrał 5 spotkań i zdobył 3 bramki w reprezentacji Niemiec U-21. 26 kwietnia 1995 roku w zremisowanym 1:1 meczu eliminacji Mistrzostw Europy 1996 z Walią zadebiutował w seniorskiej kadrze Niemiec.
29 maja 1996 roku w zremisowanym 1:1 towarzyskim pojedynku z Irlandią Północną strzelił pierwszego gola w drużynie narodowej. W tym samym roku został powołany do kadry na Mistrzostwa Europy. Zagrał na nich w meczach z Chorwacją (2:1), Anglią (1:1, 7:6 po rzutach karnych) oraz w finale z Czechami (1:1, 2:1 po dogrywce). Reprezentacja Niemiec została triumfatorem tamtego turnieju.
W 1999 roku znalazł się w kadrze na Puchar Konfederacji. Wystąpił tam w pojedynkach z Brazylią (0:4) i Nową Zelandią (2:0). Tamten turniej Niemcy zakończyli na fazie grupowej.
W 2000 roku Scholl wziął udział w Mistrzostwach Europy. Wystąpił na nich w spotkaniach z Rumunią (1:1, gol w 28. minucie), Anglią (0:1) oraz z Portugalią (0:3). Z tamtego Euro Niemcy odpadli po fazie grupowej.
W latach 1995–2002 w drużynie narodowej Scholl rozegrał 36 spotkań i zdobył 8 bramek.